# Serie A 2023/24
De Serie A 2023–24 (bekend als de Serie A TIM om sponsorredenen) was het 122e seizoen van het Italiaanse topvoetbal en het 14e sinds de organisatie onder een eigen competitiecommissie. Napoli was de titelverdediger van dit seizoen. Dit seizoen startte op zaterdag 19 augustus en de laatste speelronde werd gespeeld op zondag 26 mei 2024. Inter Milaan werd landskampioen in dit seizoen.

## Teams
Dit seizoen bestaat de competitie uit twintig voetbalclubs. Spezia, Cremonese en Sampdoria degradeerden afgelopen seizoen na respectievelijk drie, één en elf jaar in de Serie A te hebben gespeeld. Vanuit de Serie B promoveerden Frosinone, Genua en Cagliari. Frosinone keerde na vier jaar afwezigheid terug naar de top, terwijl Genua en Cagliari beiden na een jaar afwezigheid terugkeerden.

### Stadions en locaties
| Team           | Plaats    | Stadion                             | Capaciteit |
| -------------- | --------- | ----------------------------------- | ---------- |
| Atalanta       | Bergamo   | Stadio Atleti Azzurri d'Italia      | 21.000     |
| Bologna        | Bologna   | Stadio Renato Dall'Ara              | 36.462     |
| Cagliari       | Cagliari  | Unipol Domus                        | 16.416     |
| Empoli         | Empoli    | Stadio Carlo Castellani             | 16.284     |
| Fiorentina     | Florence  | Stadio Artemio Franchi              | 43.147     |
| Frosinone      | Frosinone | Stadion Benito Stirpe               | 16.227     |
| Genua          | Genua     | Stadio Luigi Ferrari's              | 36.599     |
| Hellas Verona  | Verona    | Stadio Marcantonio Bentegodi        | 31.045     |
| Internazionale | Milaan    | San Siro                            | 75.923     |
| Juventus       | Turijn    | Juventus-stadion                    | 41.507     |
| Lazio          | Rome      | Stadio Olimpico                     | 70.634     |
| Lecce          | Lecce     | Stadio Via del mare                 | 40.670     |
| AC Milan       | Milaan    | San Siro                            | 75.923     |
| Monza          | Monza     | Stadion Brianteo                    | 16.917     |
| Napoli         | Napels    | Stadio Diego Armando Maradona       | 54.726     |
| AS Roma        | Rome      | Stadio Olimpico                     | 70.634     |
| Salernitana    | Salerno   | Stadion Arechi                      | 37.180     |
| Sassuolo       | Sassuolo  | Mapei-stadion - Città del Tricolore | 21.525     |
| Torino         | Turijn    | Stadio Olimpico Grande Turijn       | 28.177     |
| Udinese        | Udine     | Stadio Friuli                       | 25.144     |

## Eindstand
| Pos | Team               | Wed | W  | G  | V  | Ptn | DV | DT | +/− | Kwalificatie of degradatie                        |
| --- | ------------------ | --- | -- | -- | -- | --- | -- | -- | --- | ------------------------------------------------- |
| 1   | Internazionale (K) | 38  | 29 | 7  | 2  | 94  | 89 | 22 | +67 | Kwalificatie voor Champions League competitiefase |
| 2   | AC Milan           | 38  | 22 | 9  | 7  | 75  | 76 | 49 | +27 | Kwalificatie voor Champions League competitiefase |
| 3   | Juventus (C)       | 38  | 19 | 14 | 5  | 71  | 54 | 31 | +23 | Kwalificatie voor Champions League competitiefase |
| 4   | Atalanta           | 38  | 21 | 6  | 11 | 69  | 72 | 42 | +30 | Kwalificatie voor Champions League competitiefase |
| 5   | Bologna            | 38  | 18 | 14 | 6  | 68  | 54 | 32 | +22 | Kwalificatie voor Champions League competitiefase |
| 6   | AS Roma            | 38  | 18 | 9  | 11 | 63  | 65 | 46 | +19 | Kwalificatie voor Europa League competitiefase    |
| 7   | Lazio              | 38  | 18 | 7  | 13 | 61  | 49 | 39 | +10 | Kwalificatie voor Europa League competitiefase    |
| 8   | Fiorentina         | 38  | 17 | 9  | 12 | 60  | 61 | 46 | +15 | Play-offronde Conference League                   |
| 9   | Torino             | 38  | 13 | 14 | 11 | 53  | 36 | 36 | 0   |                                                   |
| 10  | Napoli             | 38  | 13 | 14 | 11 | 53  | 55 | 48 | +7  |                                                   |
| 11  | Genoa              | 38  | 12 | 13 | 13 | 49  | 45 | 45 | 0   |                                                   |
| 12  | Monza              | 38  | 11 | 12 | 15 | 45  | 39 | 51 | −12 |                                                   |
| 13  | Hellas Verona      | 38  | 9  | 11 | 18 | 38  | 38 | 51 | −13 |                                                   |
| 14  | Lecce              | 38  | 8  | 14 | 16 | 38  | 32 | 54 | −22 |                                                   |
| 15  | Udinese            | 38  | 6  | 19 | 13 | 37  | 37 | 53 | −16 |                                                   |
| 16  | Cagliari           | 38  | 8  | 12 | 18 | 36  | 42 | 68 | −26 |                                                   |
| 17  | Empoli             | 38  | 9  | 9  | 20 | 36  | 29 | 54 | −25 |                                                   |
| 18  | Frosinone (R)      | 38  | 8  | 11 | 19 | 35  | 44 | 69 | −25 | Degradatie naar Serie B                           |
| 19  | Sassuolo (R)       | 38  | 7  | 9  | 22 | 30  | 43 | 75 | −32 | Degradatie naar Serie B                           |
| 20  | Salernitana (R)    | 38  | 2  | 11 | 25 | 17  | 32 | 81 | −49 | Degradatie naar Serie B                           |